# Krasobruslení na Zimních olympijských hrách 1994
Krasobruslení na Zimních olympijských hrách 1994 v  Lillehammeru se skládalo ze čtyř soutěží, které se konaly v hale Hamar Olympic Amphitheatre.

## Medailové pořadí zemí
| Pořadí | Země                         | Zlato | Stříbro | Bronz | Celkově |
| ------ | ---------------------------- | ----- | ------- | ----- | ------- |
| 1.     | Rusko (RUS)                  | 3     | 2       | 0     | 5       |
| 2.     | Ukrajina (UKR)               | 1     | 0       | 0     | 1       |
| 3.     | Kanada (CAN)                 | 0     | 1       | 1     | 2       |
| 4.     | Spojené státy americké (USA) | 0     | 1       | 0     | 1       |
| 5.     | Čína (CHN)                   | 0     | 0       | 1     | 1       |
| 5.     | Francie (FRA)                | 0     | 0       | 1     | 1       |
| 5.     | Velká Británie (GBR)         | 0     | 0       | 1     | 1       |
|        | Celkem                       | 4     | 4       | 4     | 12      |

## Medailisté

### Muži
| Disciplína | Zlato                        | Výkon | Stříbro                     | Výkon | Bronz                              | Výkon |
| ---------- | ---------------------------- | ----- | --------------------------- | ----- | ---------------------------------- | ----- |
| muži       | Alexej Urmanov · Rusko (RUS) | 1,5   | Elvis Stojko · Kanada (CAN) | 3,0   | Philippe Candeloro · Francie (FRA) | 6,5   |

### Ženy
| Disciplína | Zlato                            | Výkon | Stříbro                                          | Výkon | Bronz                 | Výkon |
| ---------- | -------------------------------- | ----- | ------------------------------------------------ | ----- | --------------------- | ----- |
| ženy       | Oksana Bajulová · Ukrajina (UKR) | 2,0   | Nancy Kerriganová · Spojené státy americké (USA) | 2,5   | Čchen Lu · Čína (CHN) | 5,0   |

### Smíšené soutěže
| Disciplína        | Zlato                                                 | Výkon | Stříbro                                               | Výkon | Bronz                                                      | Výkon |
| ----------------- | ----------------------------------------------------- | ----- | ----------------------------------------------------- | ----- | ---------------------------------------------------------- | ----- |
| sportovní dvojice | Rusko (RUS) · Jekatěrina Gordějevová · Sergej Griňkov | 1,5   | Rusko (RUS) · Natalja Miškutenoková · Artur Dmitrijev | 3,0   | Kanada (CAN) · Isabelle Brasseurová · Lloyd Eisler         | 4,5   |
| taneční páry      | Rusko (RUS) · Oksana Griščuková · Jevgenij Platov     | 3,4   | Rusko (RUS) · Maja Usovová · Alexander Žulin          | 3,8   | Velká Británie (GBR) · Jayne Torvillová · Christopher Dean | 4,8   |